# Veli Paloheimo
Veli Paloheimo (Tampere, 13 dicembre 1967) è un ex tennista finlandese.

## Carriera
Fa il suo esordio tra i professionisti durante la Coppa Davis 1986, in carriera ha vinto tre titoli Challenger. Nei tornei dello Slam ha ottenuto come migliore risultato il quarto turno agli Australian Open 1990. In totale ha giocato ventidue incontri con la squadra finlandese di Coppa Davis vincendone undici. Ha interrotto prematuramente la carriera da tennista a ventisei anni per dedicarsi a tempo pieno al movimento dei testimoni di Geova.

## Statistiche

### Singolare

#### Vittorie (0)
| Legenda                                                |
| Grande Slam (0)                                        |
| ATP World Tour Finals (0)                              |
| ATP Masters Series / ATP Masters 1000 (0)              |
| ATP International Series Gold / ATP World Tour 500 (0) |
| ATP International Series / ATP World Tour 250 (0)      |

| Legenda tornei minori |
| Challenger (3)        |
| Futures (0)           |

| Numero | Data | Torneo                                  | Superficie  | Sfidante in finale | Punteggio     |
| 1.     | 1988 | Helsinki Challenger, Helsinki           | Sintetico   | Nicklas Kulti      | 3–6, 6–4, 6–4 |
| 2.     | 1989 | Challenger DCNS de Cherbourg, Cherbourg | Cemento (i) | Martin Laurendeau  | 3–6, 6–3, 6–2 |
| 3.     | 1989 | Brest Challenger, Brest                 | Cemento (i) | Olivier Delaître   | 6–2, 6–2      |